# Departament Candelaria

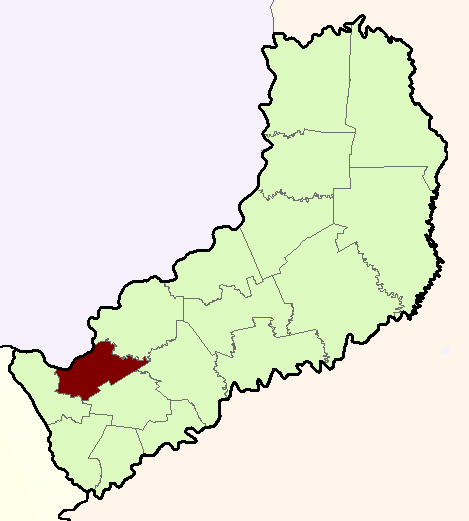
Departament Candelaria na tle prowincji Misiones

Departament Candelaria – jeden z 17 departamentów argentyńskiej prowincji Misiones. Stolicą departamentu jest miasto Santa Ana.
Powierzchnia departamentu wynosi 875 km². Na obszarze tym w 2010 roku mieszkało 26 713  ludzi, a gęstość zaludnienia wynosiła 30,5 mieszkańców/km².
Zachodnią granicę wyznacza rzeka Parana, która jest rzeką graniczną z Paragwajem. Wokół niego znajdują się departamenty: Capital, Leandro N. Alem, Oberá oraz San Ignacio.